# Microcharops ussuriensis
Microcharops ussuriensis är en stekelart som beskrevs av Dmitriy R. Kasparyan 1985. Microcharops ussuriensis ingår i släktet Microcharops och familjen brokparasitsteklar. Inga underarter finns listade i Catalogue of Life.